# Loyola de Palacio
Loyola de Palacio y del Valle-Lersundi (ur. 16 września 1950 w Madrycie, zm. 13 grudnia 2006 tamże) – hiszpańska prawnik i polityk. Współzałożycielka Partii Ludowej, minister rolnictwa w latach 1996–1999, parlamentarzystka krajowa i europejska, od 1999 do 2004 wiceprzewodnicząca Komisji Europejskiej. Jedna z pierwszych kobiet obejmujących wysokie funkcje polityczne w Hiszpanii wczesnych lat demokratyzacji.

## Życiorys
Urodziła się w arystokratycznej rodzinie pochodzącej z Kraju Basków. Miała trzech braci i trzy siostry, wśród nich Anę de Palacio, minister spraw zagranicznych z lat 2002–2004. Kształciła się w stołecznym liceum francuskim, a następnie studia prawnicze na Uniwersytecie Complutense w Madrycie. Od 1972 do 1978 pracowała na różnych stanowiskach w sektorze prywatnym, następnie przez cztery lata była sekretarzem technicznych hiszpańskiej federacji prasy.
Jeszcze w trakcie studiów poznała Manuela Fragę, byłego frankistowskiego ministra, z którym w 1976 zakładała Sojusz Ludowy (przekształcony w 1989 w centroprawicową Partię Ludową). Od 1977 do 1978 pełniła funkcję pierwszej przewodniczącej Nowej Generacji (hiszp. Nuevas Generaciones de Alianza Popular), organizacji młodzieżowej tego ugrupowania. W latach 1983–1986 była głównym sekretarzem technicznym grupy parlamentarnej ludowców w obu izbach Kortezów Generalnych. W 1986 została wybrana do Senatu III kadencji w okręgu Segowia, następnie uzyskiwała mandat posłanki do Kongresu Deputowanych (do 1999). Od 1987 do 1990 reprezentowała krajowy parlament w Zgromadzeniu Parlamentarnym Rady Europy.
Od 1996 do 1999 sprawowała urząd ministra rolnictwa, rybołówstwa i żywności w centroprawicowym rządzie kierowanym przez José Maríę Aznara. W wyborach europejskich w 1999 została liderką listy wyborczej Partii Ludowej. Uzyskała mandat deputowanej do Parlamentu Europejskiego V kadencji, przystąpiła do grupy chadeckiej oraz Komisji Budżetowej.
Z miejsca w Europarlamencie zrezygnowała już po trzech miesiącach w związku z objęciem stanowiska europejskiego komisarza ds. energii i transportu, a także funkcji wiceprzewodniczącego Komisji Europejskiej, kierowanej przez Romano Prodiego. Urząd ten sprawowała do 2004, później pracowała jako dyrektor w bankowości (m.in. w BNP Paribas) i w koncernie farmaceutycznym.
Zmarła w 2006 na chorobę nowotworową wkrótce po powrocie z leczenia w Houston. Wyróżniana odznaczeniami krajowymi i zagranicznymi. W 2008 Komisja Europejska jej imieniem nazwała katedrę polityki europejskiej w Centrum Roberta Schumana działającym w ramach Europejskiego Instytutu Uniwersyteckiego.